# Bodega

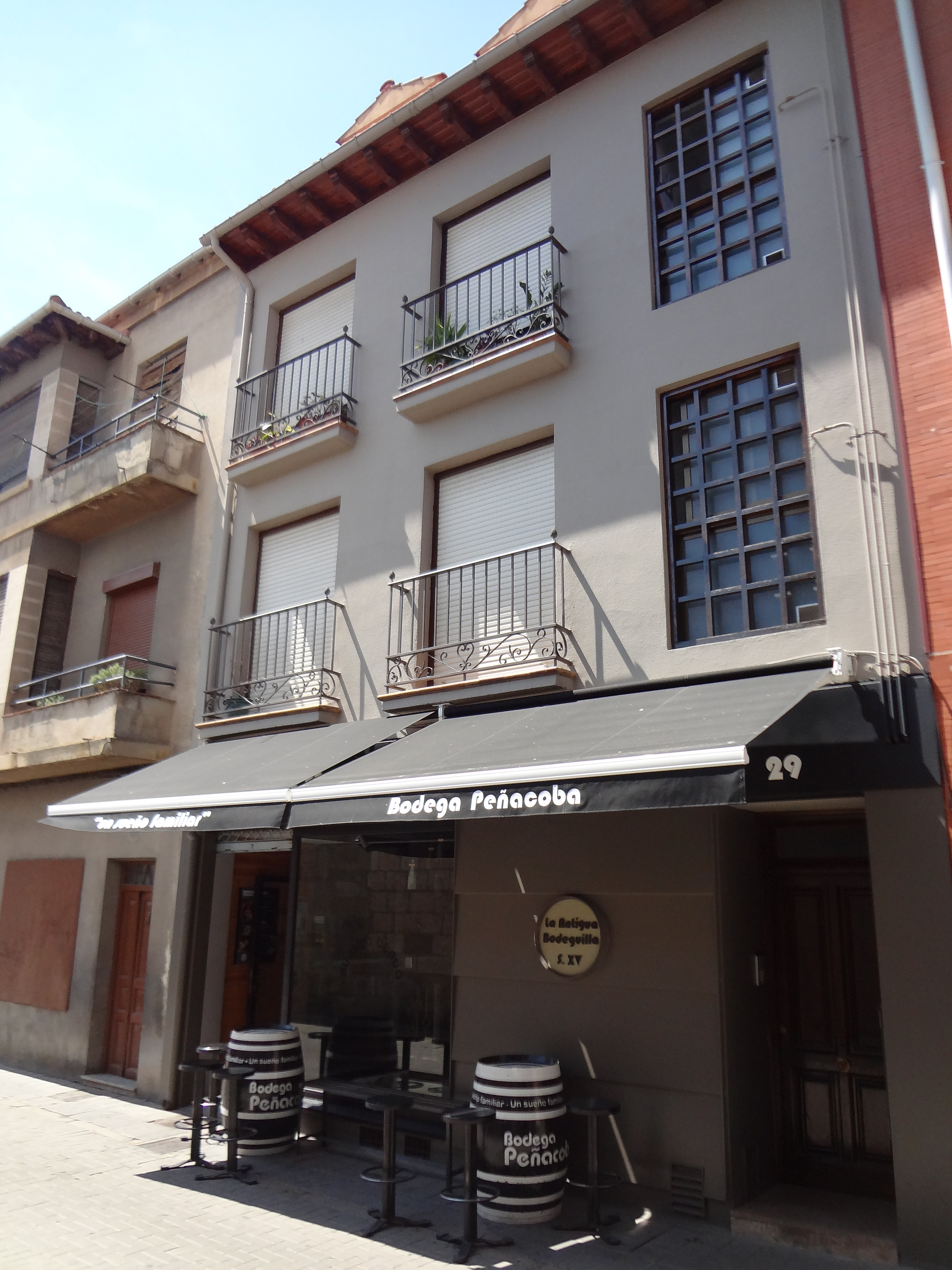
Bodega met vijftiende-eeuwse wijnkelder te Aranda de Duero in Spanje

Een bodega is de Spaanse benaming voor de plaats waar iets opgeslagen kan worden, onder andere een wijnkelder of wijnhuisje.

## Etymologie en veranderde betekenis
Het woord 'bodega' is ontstaan uit het Griekse begrip apotheka wat letterlijk 'bergplaats' betekent. Dat is ook de oorsprong van de woorden apotheek en boetiek.
Het woord heeft in de loop van de tijd een bredere betekenis gekregen. Vaak is een bodega ook een proeflokaal of wijnbar, maar het kan ook een bedrijf zijn dat verschillende gebouwen gebruikt voor de opslag van wijn in magazijnen. De bodega's van de hoofdplaats van de sherryproductie Jerez de la Frontera in Spanje zijn geen van alle kelders, maar eerder "opslagplaatsen voor wijn". 
Het laadruim van een schip, de kofferruimte van een autobus, het bommenruim van een vliegtuig (bodega de bombas) of een magazijn zijn ook een bodega.

## Geschiedenis
In de tweede helft van de negentiende eeuw opende het Nederlandse(?) bedrijf The Continental Bodega Company filialen in verschillende grote of toeristische steden in Nederland, België, Duitsland en andere Europese landen, alsmede in Nederlands-Indië. Deze wijnlokalen droegen alle de (eigen)naam "Bodega". Er werden wijnen geschonken uit onder andere Duitsland, Frankrijk, Spanje en Portugal, in hele of halve liters. In Nederland waren filialen in Amsterdam, Rotterdam, Den Haag, Scheveningen en Maastricht. In België in Brussel, Antwerpen, Oostende, Luik en Spa. In Nederlands-Indië in Batavia, Samarang, Soerabaja en Padang.